# Lajos Bíró (skulptör)

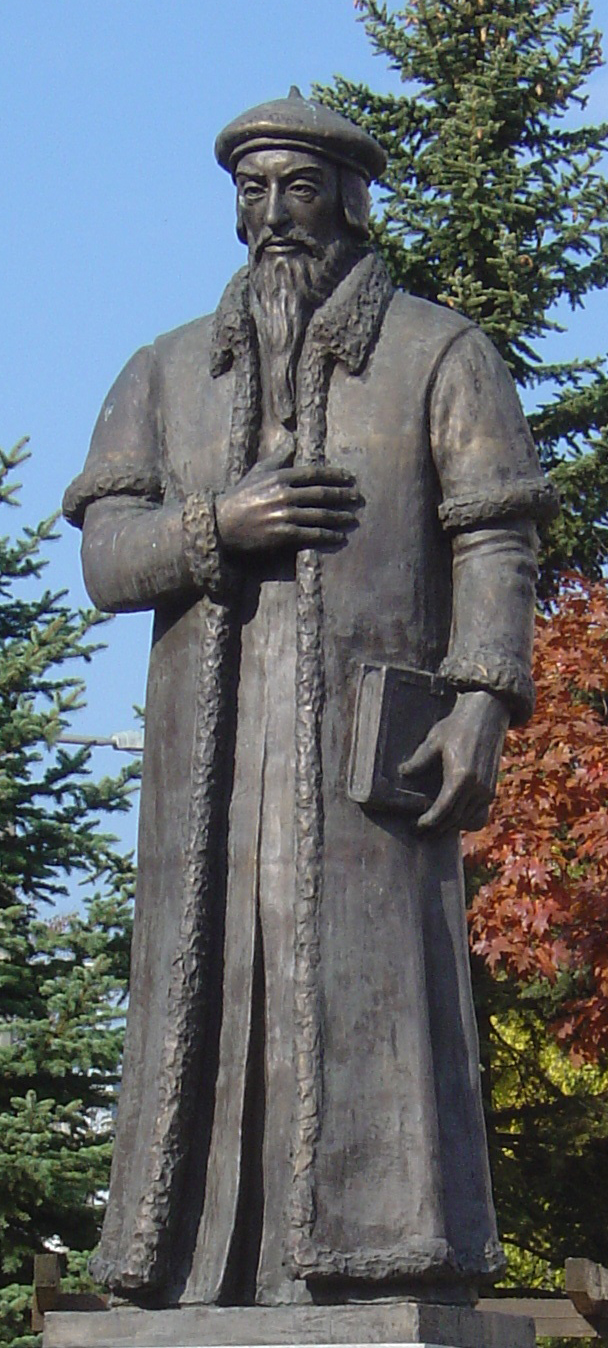
Stay av Jean Calvin i Mátészalka.

Lajos Bíró, född 9 oktober 1959 i Csenger, är en ungersk skulptör, som gjort ett flertal offentliga utsmyckningar.